# Ш
Ш, ш («ша») — літера кирилиці. У мовах, що її використовують, позначає глухий заясенний фрикативний [ʃ], глухий ясенно-твердопіднебінний фрикативний [ɕ] або глухий ретрофлексний фрикативний [ʂ]. У сучасній українській мові — 29-а літера абетки, позначає глухий заясенний фрикативний. Може бути твердим (шасі, шип) і пом'якшеним  (шість, затишшю).

## Звуки
У графіці різних мов, а також залежно від положення в слові, літера «ш» може передавати такі звуки:
- [ʃ] (ш) — глухий піднебінно-ясенний (заясенний) фрикативний
- [ɕ] (м'який ш) — глухий ясенно-твердопіднебінний фрикативний
- [ʂ] (твердий ш) — глухий ретрофлексний фрикативний

## Історія
Сучасна кирилична літера «ш» походить від букви  («ша») старослов'янської кириличної абетки, куди, очевидно, запозичена з ранішої глаголиці, де мала схоже накреслення . Числового значення ні в кирилиці, ні в глаголиці для цієї літери не було. Глаголична літера, як вважається, походить від літери שׁ («шин») гебрайської абетки. На користь її гебрайського походження може бути те, що в глаголічних пам'ятках «ш» розташована точно так само, як у єврейських: вона дещо припіднята над рядком.
Звук [ш] — глухий шиплячий твердий звук, або глухий піднебінно-альвеолярний спірант. Піднебінно-альвеолярні спіранти, що виникли в слов'янських мовах внаслідок першої палаталізації, є головною причиною, чому було винайдено глаголицю і пізнише кирилицю, оскільки їх не можна записати простими латинськими чи грецькими літерами без діакритиків або диграфів. Слов'янські мови багаті на піднебінно-альвеолярні спіранти й африкати, і Ш є однією з найтиповіших літер кириличних абеток.

## Мови
| Мова              | МФА     | № в абетці |
| ----------------- | ------- | ---------- |
| білоруська        | /ʃ/     | 27         |
| болгарська        | /ʃ/     | 25         |
| казахська         | /ʃ/     | 25         |
| киргизька         | /ʃ/     | 29         |
| кримськотатарська | /ʃ/     | 26         |
| македонська       | /ʃ/     | 31         |
| монгольська       | /ʃ/     | 28         |
| російська         | /ʂ/     | 26         |
| сербська          | /ʃ/-/ʂ/ | 30         |
| таджицька         | /ʃ/     | 30         |
| українська        | /ʃ/     | 29         |
| чорногорська      | /ʃ/-/ʂ/ | 30         |

## Таблиця кодів
| Кодування    | Регістр | Десятковий код | 16-ковий код | Вісімковий код | Двійковий код     |
| ------------ | ------- | -------------- | ------------ | -------------- | ----------------- |
| Юнікод       | Велика  | 1064           | 0428         | 002050         | 00000100 00101000 |
| Юнікод       | Мала    | 1096           | 0448         | 002110         | 00000100 01001000 |
| ISO 8859-5   | Велика  | 200            | C8           | 310            | 11001000          |
| ISO 8859-5   | Мала    | 232            | E8           | 350            | 11101000          |
| KOI 8        | Велика  | 251            | FB           | 373            | 11111011          |
| KOI 8        | Мала    | 219            | DB           | 333            | 11011011          |
| Windows 1251 | Велика  | 216            | D8           | 330            | 11011000          |
| Windows 1251 | Мала    | 248            | F8           | 370            | 11111000          |

## Використання вматематиці
Літера Ш примітна тим, що є єдиною кириличною літерою, зазвичай використовуваною в математиці: в алгебраїчній геометрії група Тейта-Шафаревича Абелевої різноманітності A над полем K позначається Ш(A/K), 